# 李小平 (台灣)
李小平（1965年生於臺灣臺東），京劇演員出身，戲曲導演、劇場導演。國立臺北藝術大學劇場藝術研究所導演組碩士。2011年獲選為第十五屆國家文藝獎得主。
李小平從小從小進中華民國陸軍經營的京劇隊陸光劇隊附設陸光劇藝實驗學校學京劇表演藝術，工淨行，勝字輩出身，藝名李勝平。曾任陸光國劇隊、復興國劇團團員、民心劇場、當代傳奇劇場創始團員，國光劇團導演。
    1996年榮獲中國文藝協會頒發的中國文藝獎章戲曲導演獎， 2009年擔任高雄市主辦的世界運動會開幕式總導演。 2017 年台北「世界大學運動會」開閉幕導演顧問、2018 年桃園地景藝術節「水young 桃源」導演、2018 年臺北時裝週總導演、2019 年第三十屆傳藝金曲獎頒獎典禮總導演。創作類型多樣，橫跨傳統與現代劇場之間。
於國光劇團京劇導演作品有1998法國亞維儂藝術節《美猴王》、《廖添丁》、《閻羅夢--天地一秀才》、《王熙鳳大鬧寧國府》、《李世民與魏徵》、《梁山伯與祝英台》（崑劇）、《三個人兒兩盞燈》、《金鎖記》、《快雪時晴》、《狐仙故事》、《孟小冬》、《百年戲樓》、《水袖與胭脂》、《艷后和她的小丑們》、《西施歸越》、《康熙與鰲拜》、《孝莊與多爾袞》、《十八羅漢圖》；京劇小劇場《霸王別姬─尋找失落的午後》《王有道休妻》《青塚前的對話》等。
各劇種導演代表作品：朱宗慶打擊樂團《泥巴》《木蘭》；民心劇場《武惡》、歌仔戲《刺桐花開》《人間盜》，兒童音樂劇《睡美人》《小紅帽》、古裝歌舞劇《歡喜鴛鴦樓》、音樂劇《梁祝》、 實驗戲曲《傀儡馬克白》、現代小品《掰啦女孩》、千禧年總統府前遊藝活動編導、環境劇場《見城》、《簡吉奏鳴曲》《當迷霧漸散》、2023《京戲啟示錄》等。 
近年更活躍於兩岸，外邀執導川劇《夕照祁山》，新編崑劇《2012 牡丹亭》、《煙鎖宮樓》、上海大劇院《金縷曲》、《春江花月夜》、《大稻埕》（榮獲2017 年五個一工程獎）、《哈姆雷特》、《醉心花》、香港中樂團《牡丹亭．長生殿》、李玉剛詩意音樂劇《昭君出塞》等。

## 國光劇團戲曲作品
- 《閻羅夢-- 天地一秀才》
- 《王熙鳳大鬧寧國府》
- 《李世民與魏徵》
- 《三個人兒兩盞燈》
- 《金鎖記》
- 《快雪時晴》[1]
- 《狐仙故事》
- 《孟小冬》
- 《百年戲樓》
- 《水袖與胭脂》
- 《梁山伯與祝英台》
- 《艷后和她的小丑們》
- 《西施歸越》
- 《康熙與鰲拜》
- 《孝莊與多爾袞》
- 《十八羅漢圖》
- 《霸王別姬─尋找失落的午後》
- 《王有道休妻》
- 《青塚前的對話》
- 《快雪時晴》

## 現代劇場作品

### 歌仔戲
- 《刺桐花開》 [1]

### 黃梅音樂劇
- 《歡喜鴛鴦樓》

### 古典音樂劇場
- 《睡美人》
- 《小紅帽》

### 新編音樂劇
- 《梁祝》

## 歌舞劇
- 《昭君出塞》[1]

## 新編崑曲
- 《春江花月夜》[1]

## 外部連結
- 台灣國立國光劇團李小平資料網頁 （页面存档备份，存于）

- 國家文藝獎 / 第十五屆-李小平 / Lee Hsiao-ping  （页面存档备份，存于）